# Công ty chứng khoán
Các công ty chứng khoán là một tổ chức tài chính trung gian ở thị trường chứng khoán, thực hiện trung gian tài chính thông qua các hoạt động chủ yếu như mua bán chứng khoán, môi giới chứng khoán cho khách hàng để hưởng hoa hồng, phát hành và bảo lãnh chứng khoán, tư vấn đầu tư và quản lý quỹ đầu tư.
Công ty chứng khoán có thể tham gia quá trình trao đổi cổ phiếu trong thị trường với vai trò trung gian